# Kikuo Takano
Pour les articles homonymes, voir Takano.
Kikuo Takano (高野 喜久雄, Takano Kikuo, 20 novembre 1927 – 1er mai 2006) est un mathématicien et poète japonais né dans l'île de Sado et diplômé du Utsunomiya Agricultural College en 1948.

## Biographie
Il commence à écrire des poèmes le lendemain du jour où le Japon est vaincu lors de la deuxième guerre mondiale. Inspiré par le surréalisme et Heidegger, il compose des poèmes qui demandent quel est le sens de l'être. Il reçoit le prix Attilio Bertolucci pour son œuvre poétique.
Takano découvre également une formule de Machin pour calculer pi.

## Source de la traduction
- (en) Cet article est partiellement ou en totalité issu de l’article de Wikipédia en anglais intitulé « Kikuo Takano » (voir la liste des auteurs).